# Rachid Bouhenna
Rachid Ahmed Bouhenna (tiếng Ả Rập: رشيد بوهنة; sinh ngày 29 tháng 6 năm 1991) là một cầu thủ bóng đá người Algérie hiện tại thi đấu cho câu lạc bộ tại Giải bóng đá hạng nhất quốc gia Algérie MC Alger.

## Sự nghiệp câu lạc bộ
Vào tháng 6 năm 2015, Bouhenna ký hợp đồng 3 năm cùng với MC Alger.